# 十石賞
十石賞（じっこくしょう）の正式名称は不明。財団法人富民協会により昭和3年（1928年）から昭和7年（1932年）まで行われた水稲の競作会で、戦後朝日新聞社主催で行われた「米作日本一」の原型。
なお、富民協会の理事長は大阪毎日新聞社長、本山彦一。
賞金として、当時の金額で1等千円、2等五百円、特別賞として1反（10アール）当たり十石（1500kg）以上収穫した者には一万円授与の規程がもうけられた。
5年間の最多収は昭和4年、島根県筑川郡西田村（現、出雲市奥宇賀町）佐々木伊太郎の八石四斗（1260kg）である。
同時に佐々木氏は、競作過程で後の半わい性水稲品種「十石」を「北部2号」より純系分離、「十石」の誕生は、同様の性質を持つ国際稲研究所（IRRI）の「IR8」（1966年）誕生より37年早い。
なお「IR8」は稲版「緑の革命」として、世界の賞賛を受けた。